# Henrique Hilário
Henrique Hilário Meireles Alves Sampaio (São Pedro da Cova, 21 oktober 1975) is een Portugees voormalig profvoetballer die speelde als doelman. In juli 2016 werd Hilário aangesteld als keeperstrainer bij zijn voormalige werkgever Chelsea.

## Clubcarrière

### Portugal
Hilário doorliep de jeugdreeksen bij FC Porto. Tijdens het seizoen 1994/1995 kwam hij uit voor Naval 1º de Maio in de Campeonato de Portugal, de Portugese derde klasse. Het volgende seizoen kwam hij uit voor Académica de Coimbra in de Liga de Honra. Na het vertrek van Vitor Baia naar FC Barcelona keerde Hilário voor aanvang van het seizoen 1996/1997 terug naar FC Porto. Hij kwam achttiend wedstrijden in actie en droeg op deze manier zijn steentje bij tot een derde opeenvolgende landskampioenschap voor FC Porto. De volgende seizoenen kwam Hilário slechts sporadisch in actie voor FC Porto. Hij werd dan ook diverse malen uitgeleend aan Estrela da Amadora, Varzim, Académica Coimbra en Nacional. In de zomer van 2004 werd zijn contract bij FC Porto stopgezet waarop Hilário een contract kon ondertekenen bij Nacional. Tijdens het seizoen 2004/05 speelde Hilário negenentwintig wedstrijden. Tijdens zijn tweede seizoen bij Nacional kreeg Hilário concurrentie van de Zwitserse doelman Diego Benaglio, waardoor hij minder aan spelen toekwam. In de zomer van 2006 tekende Hilário een contract bij Chelsea.

### Chelsea
Hilário werd door de Blues gehaald als derde doelman achter Petr Čech en Carlo Cudicini. Tijdens de wedstrijd tegen Reading, op 14 oktober 2006, raakten echter zowel Čech (zwaar hersenletsel) als Cudicini geblesseerd. Als gevolg van deze blessures maakte Hilário zijn debuut voor Chelsea in de UEFA Champions League-wedstrijd tegen FC Barcelona. Hilário kon de nul houden en Chelsea won de wedstrijd met 1-0. Drie dagen later maakte Hilário ook zijn debuut in de Premier League. Tijdens zijn debuutseizoen voor Chelsea stond Hilário achttien keer in doel. Na de comeback van Čech in februari 2007 nam deze laatste terug zijn plaats in en verhuisde Hilário naar de bank. Vanaf het seizoen 2009/10 werd Hilário, na het vertrek van Cudicini, de vaste reservedoelman. Als gevolg van dit statuut kwam hij nog maar enkel in actie als gevolg van kortstondige blessures van Petr Čech. Op het einde van het seizoen 2012/13 was zijn contract bij Chelsea afgelopen. Dankzij de terugkeer van José Mourinho naar Chelsea, in augustus 2013, tekende Hilário alsnog een nieuw eenjarig contract. Op het einde van het seizoen 2013/14 beëindigde Hilário zijn spelersloopbaan.
Vanaf het seizoen 2016/17 werd Antonio Conte trainer bij Chelsea. In juli 2016 tekende Hilário een contract als keeperstrainer van Chelsea.

## Interlandcarrière
Hilário speelde op 3 maart 2010 zijn eerste en enige interland voor Portugal. Portugal won deze vriendschappelijke wedstrijd tegen China met 2-0.

## Statistieken
| Seizoen | Club                 | Land     | Competitie             | Wedstrijden | Doelpunten |
| ------- | -------------------- | -------- | ---------------------- | ----------- | ---------- |
| 1994/95 | Naval 1º de Maio     | Portugal | Campeonato de Portugal | 27          | 0          |
| 1995/96 | Académica Coimbra    | Portugal | Liga de Honra          | 33          | 2          |
| 1996/97 | FC Porto             | Portugal | Primeira Divisão       | 18          | 0          |
| 1997/98 | FC Porto             | Portugal | Primeira Divisão       | 3           | 0          |
| 1998/99 | → Estrela da Amadora | Portugal | Liga de Honra          | 27          | 0          |
| 1999/00 | FC Porto             | Portugal | Primeira Liga          | 19          | 0          |
| 2000/01 | FC Porto             | Portugal | Primeira Liga          | 0           | 0          |
| 2001/02 | → Varzim             | Portugal | Primeira Liga          | 24          | 0          |
| 2002/03 | → Académica Coimbra  | Portugal | Primeira Liga          | 10          | 0          |
| 2003/04 | → Nacional           | Portugal | Primeira Liga          | 19          | 0          |
| 2004/05 | Nacional             | Portugal | Primeira Liga          | 29          | 0          |
| 2005/06 | Nacional             | Portugal | Primeira Liga          | 11          | 0          |
| 2006/07 | Chelsea              | Engeland | Premier League         | 11          | 0          |
| 2007/08 | Chelsea              | Engeland | Premier League         | 3           | 0          |
| 2008/09 | Chelsea              | Engeland | Premier League         | 1           | 0          |
| 2009/10 | Chelsea              | Engeland | Premier League         | 3           | 0          |
| 2010/11 | Chelsea              | Engeland | Premier League         | 0           | 0          |
| 2011/12 | Chelsea              | Engeland | Premier League         | 2           | 0          |
| 2012/13 | Chelsea              | Engeland | Premier League         | 0           | 0          |
| 2013/14 | Chelsea              | Engeland | Premier League         | 0           | 0          |
|         |                      |          | Totaal                 | 240         | 2          |

## Erelijst
Porto
- Primeira Divisão: 1996/97, 1997/98
- Taca de Portugal: 1997/98, 1999/00
- Supertaça Cândido de Oliveira: 1996, 1999

 Chelsea
- UEFA Champions League: 2011/12
- UEFA Europa League: 2012/13
- Premier League: 2009/10
- FA Cup: 2006/07, 2008/09, 2009/10, 2011/12
- EFL Cup: 2006/07
- FA Community Shield: 2009

Als keeperstrainer
 Chelsea
- UEFA Europa League: 2018/19
- UEFA Champions League: 2020/21
- Premier League: 2016/17
- FA Cup: 2017/18